# Ленґно (Західнопоморське воєводство)
Ленґно (пол. Łęgno, нім. Langendorf) — село в Польщі, у гміні Новоґард Голеньовського повіту Західнопоморського воєводства.
Населення — 90 осіб (2011).
У 1975-1998 роках село належало до Щецинського воєводства.

## Демографія
Демографічна структура станом на 31 березня 2011 року:
|          | Загалом | Допрацездатний вік | Працездатний вік | Постпрацездатний вік |
| -------- | ------- | ------------------ | ---------------- | -------------------- |
| Чоловіки | 54      | 16                 | 36               | 2                    |
| Жінки    | 36      | 5                  | 24               | 7                    |
| Разом    | 90      | 21                 | 60               | 9                    |